# Mastalo II di Amalfi
Mastalo II di Amalfi (fl. X secolo) è stato il primo duca di Amalfi (dal 957 al 958), dopo essere stato patrizio della città di Amalfi e dei suoi possedimenti (dal 953 al 957).